# Керн, Андраш
Андраш Керн (венг. Kern András, род. 28 января 1948, Будапешт) — венгерский киноактёр, продюсер, сценарист и музыкант, лауреат премии Мари Ясаи (1978) и премии Кошута (2007).

## Биография
Его отец, Иштван Керн, бухгалтер и писатель (его юношеский роман «Csata a hóban» был опубликован в 1963 году), мать, Ливия Люстиг, пережила венгерский холокост.
Андраш ходил в начальную школу на улице Сигет (сегодня начальная школа Гардони Геза на улице Радноти), учился с 1962 по 1966 год в средней школе Яноша Бойяи на улице Ваци, д. 21 (ныне техникум имени Яноша Мусаки Больяи).
Уже в 1958 году он появился в роли в короткометражном художественном фильме «Приключение в зоопарке» (режиссёр Иштван Казан). Он появился на Ki mit tud в 1962 году со своим пародийным номером, который он исполнил со своим одноклассником Габором Пинтером. Три года спустя, в 1965 году (всего 17-летним), он вместе с товарищем снял фильм «Mi Lesz?» («Что произойдет?»), с которым победил на 13-м Венгерском национальном фестивале любительского кино.
В 1970 году окончил Академию драмы и кино в Будапеште. Он снялся во многих фильмах, написал сценарии и появился во многих радиопостановках, а также во многих популярных венгерских телешоу, таких как Heti Hetes и Activity Show.
Дублировал Вуди Аллена в нескольких фильмах.
Сотрудничал с советским режиссёром Юрием Любимовым.

## Фильмография
- 1968 — Звёзды Эгера
- 1980 — Языческая мадонна
- 1982 — Без паники, майор Кардош!
- 2007 — Метаморфозы
- 2011 — Бульвар

## Личная жизнь
В 1976 году встретил свою будущую жену, Юдит Ковац, на съемках фильма «Сны Линкольна Абрахама», где Андраш Керн появился в роли рассказчика. Юдит, уже овдовевшая на тот момент, работала в фильме ассистентом. В 1977 году у них родился сын Тамаш, который несколько раз появлялся в СМИ вместе со своим отцом, но умер от болезни в возрасте 17 лет.